# Abomey
Abomey je město v africkém Beninu, bývalé hlavní město Dahomejského království. Nachází v jižní části státu a je správním střediskem departementu Zou. Od poloviny 17. do konce 19. století zde Fonové vystavěli královské paláce, které jsou od roku 1985 na seznamu světového dědictví UNESCO. Mezi lety 1985–2007 paláce byly i na seznamu světového dědictví v ohrožení.

## Etymologie
Podle beninské legendy se na místě dnešního města Abomey usadili kováři z rodu Huntondži na příkaz krále Aha, který žil v polovině 17. století. V obavách před sousedy, s nimiž vedl neustálé války, nařídil král Aho postavit kolem nově založené osady opevnění. Osadě za opevněním se začalo říkat agbo-me, což znamená místo uvnitř pevnostních stěn. Zkomolením vznikl současný název Abomey.

## Královské paláce
Zdejší královské paláce vznikaly v období mezi roky 1625 a 1900, během které se ve vládě nad královstvím Dahomej vystřídalo 12 králů. Všichni, pouze s výjimkou krále Akaba, vystavěli své paláce v tomto areálu. Komplex hliněných paláců je ohraničen soustavou zdí a dále členěn na několik nádvoří. Polychromanované reliéfy, které zdobí některé z budov, zachycují výjevy z historie Fonů.

## Fotogalerie

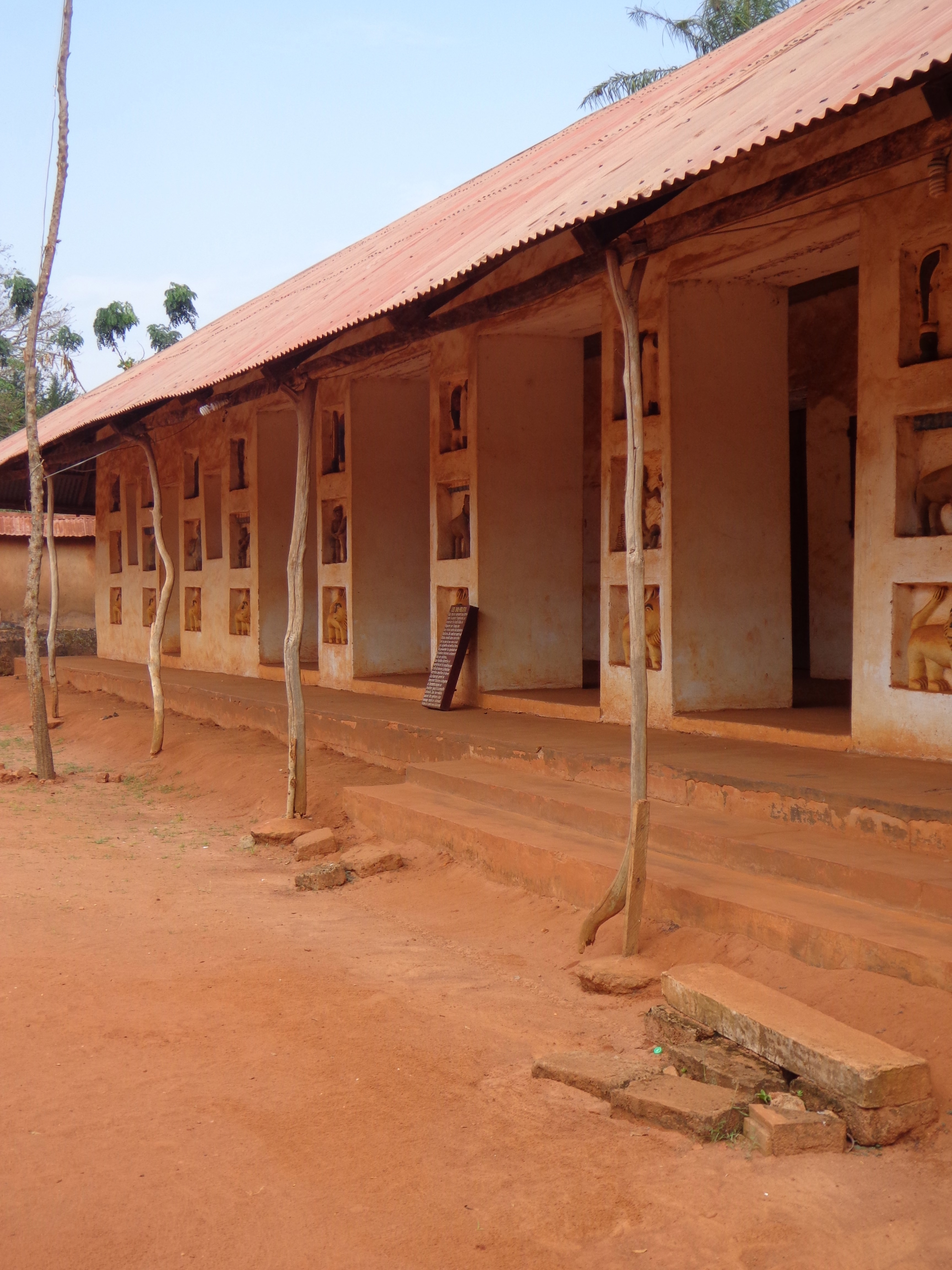
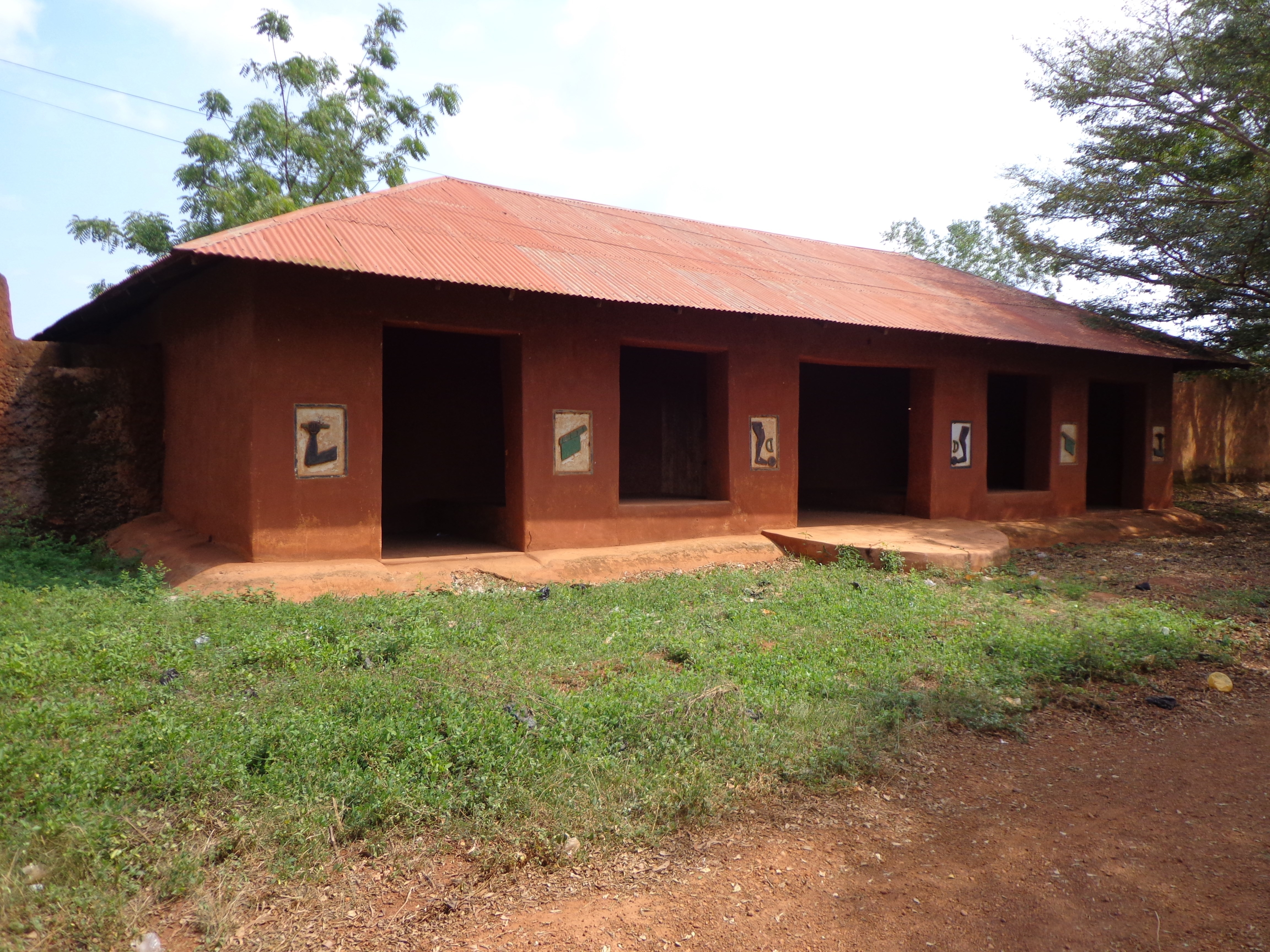
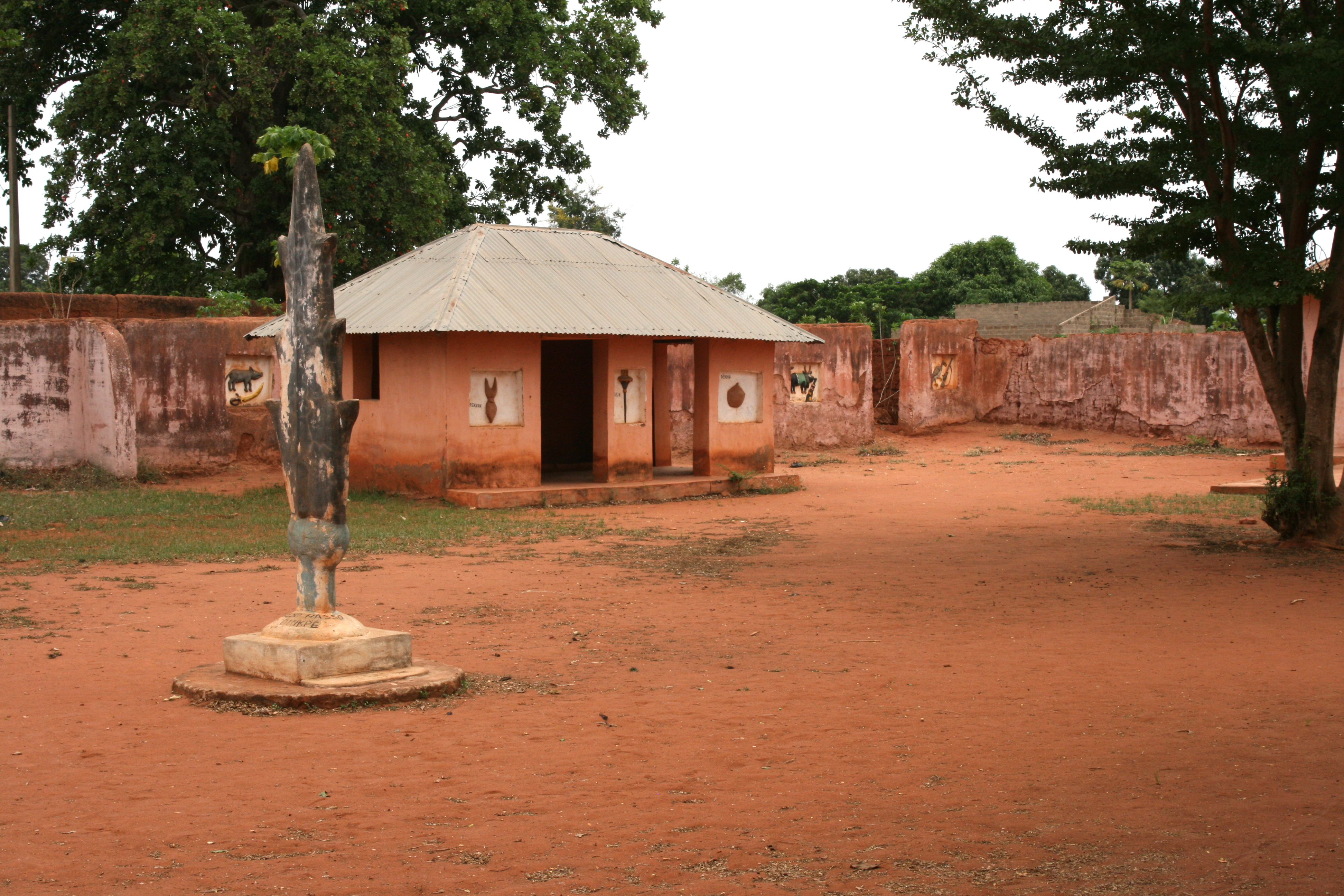
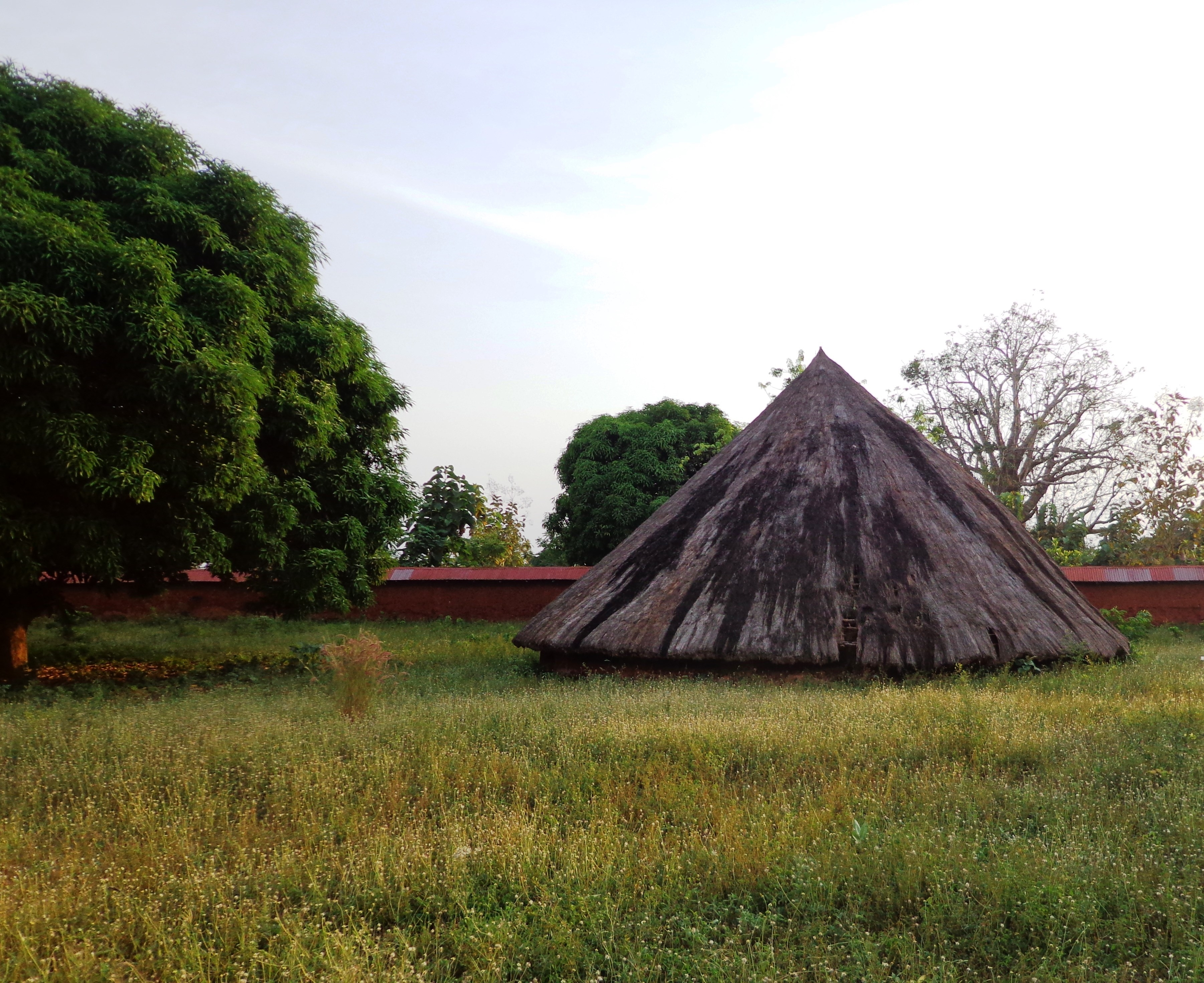
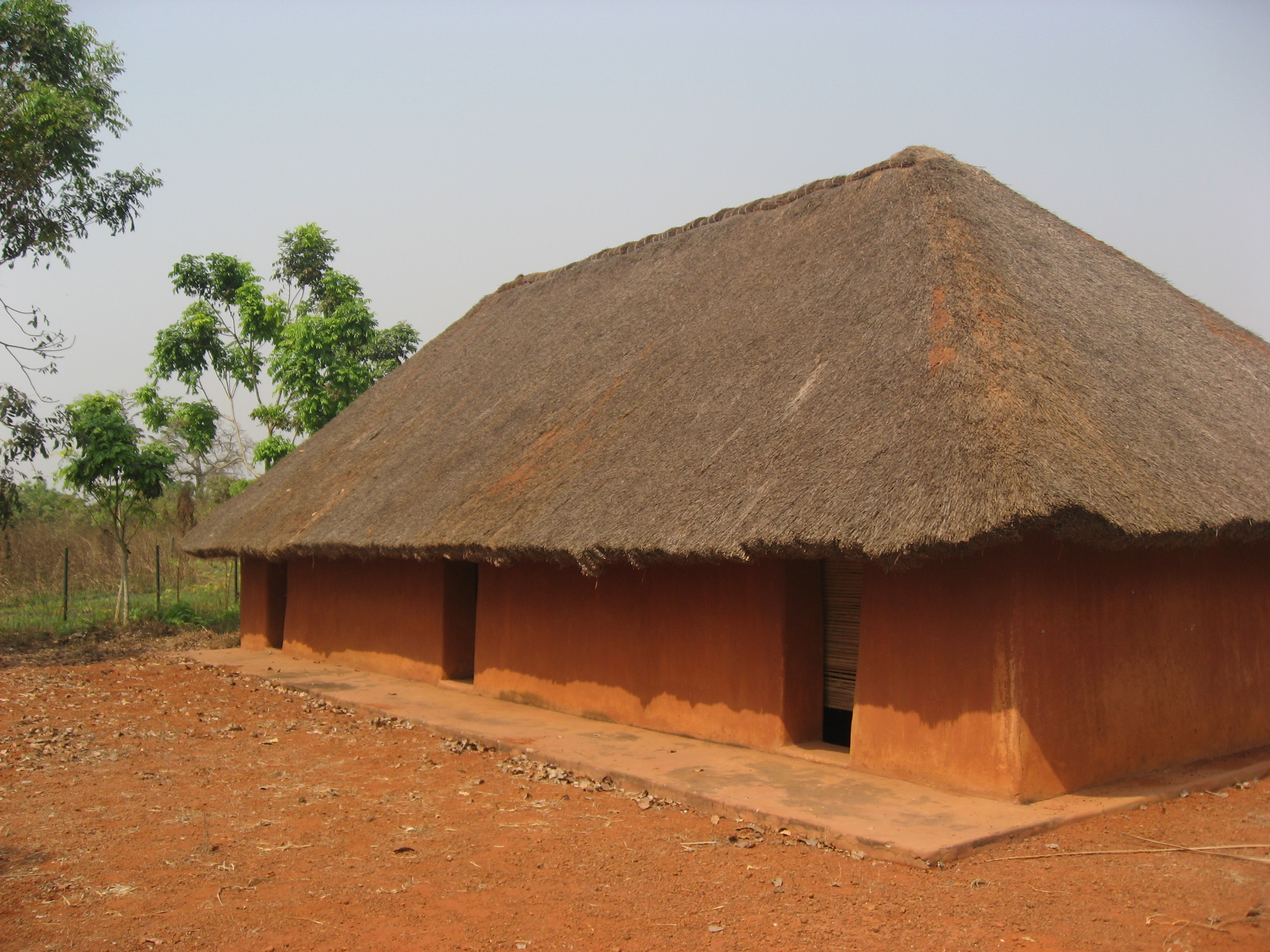

## Partnerská města
- Ostrava, Česko
- Albi, Francie